# Dobritj (region)
Dobritj är en region (oblast) i nordöstra Bulgarien, på gränsen till Rumänien vid Svarta havet, med 176 145 invånare (2017). 
Huvudort är staden Dobritj. Regionen är indelad i åtta kommuner (obsjtina) Baltjik, Dobritj, Dobritj-Selska, General-Tosjevo, Kavarna, Krusjari, Sjabla och Tervel.

## Kartor

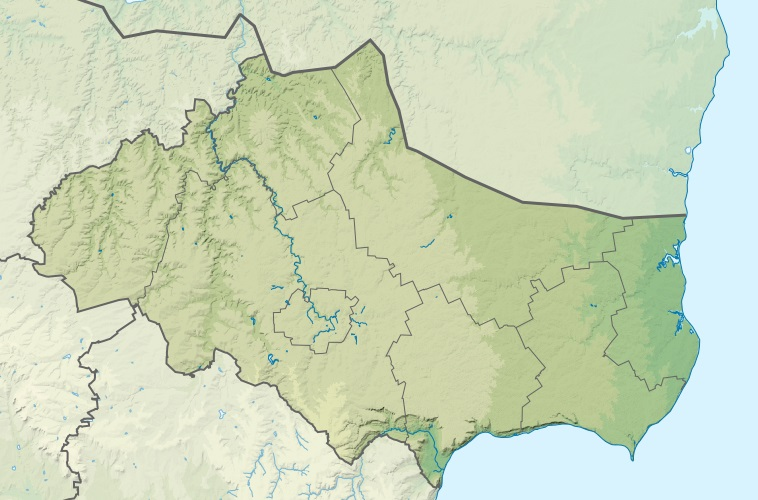
Reliefkarta
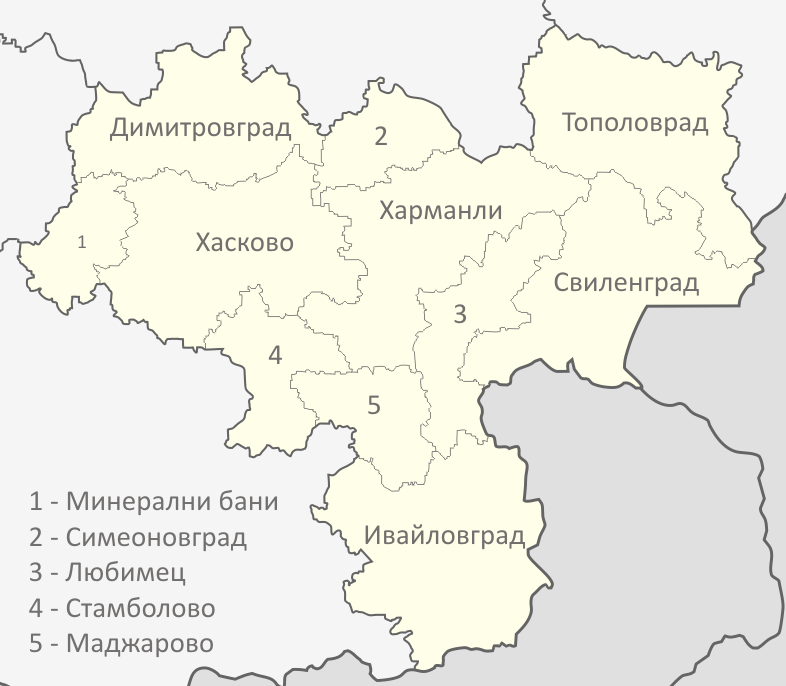
Regionens kommuner